# بين هاربر (موسيقي)
بين هاربر (بالإنجليزية: Ben Harper)‏ هو موسيقي وعازف قيثارة أمريكي، ولد في 14 نوفمبر 1980.

## وصلات خارجية
- بين هاربر على موقع ميوزك برينز (الإنجليزية)
- بين هاربر على موقع أول ميوزيك (الإنجليزية)
- بين هاربر على موقع ديسكوغز (الإنجليزية)